# David Long Jr.
David Long Jr. (12 ottobre 1998) è un giocatore di football americano statunitense che milita nel ruolo di linebacker per i Miami Dolphins della National Football League (NFL).

## Carriera

### Tennessee Titans
Long fu scelto nel corso del sesto giro (188º assoluto) del Draft NFL 2019 dai Tennessee Titans.  Debuttò come professionista subentrando nella gara del primo turno contro i Cleveland Browns senza fare registrare alcuna statistica. La sua stagione da rookie si chiuse con 15 tackle, un passaggio deviato e un fumble forzato in 14 presenze, nessuna delle quali come titolare.
Nella settimana 5 della stagione 2022 Long fu decisivo mettendo a segno un intercetto su Carson Wentz dei Washington Commanders a 6 secondi dal termine, permettendo ai Titans di vincere per 21-17.

### Miami Dolphins
Il 13 marzo 2023 Long firmò con i Miami Dolphins.